# Filterbank
En filterbank är en grupp bandpassfilter arrangerade så att en viss önskad effekt uppnås. Exempelvis kan analoga eller digitala filter skapas och arrangeras i så kallade oktavband för analys av ljud.